# 오메이사우루스
오메이사우루스(Omeisaurus)는 쥐라기 후기(약 1억 6,000만년 전~1억 4,500만년 전), 오늘날의 중국 부근에서 서식했던 용각류 일종의 초식공룡이다. 전체 몸 길이는 약16m~21m정도이고, 체중은 30t에 달했을 것으로 추정된다. 학명은 최초 발견지인 어메이 산(영어:Mount Emei/Omei)에서 유래되었다.